# Ruth Kristiansen
Ruth Kristiansen (født 1951 i Gladsaxe) tidligere Ruth Evensen er medstifter af og tidligere præst i Menigheden Faderhuset. 
Hun har skrevet bøgerne "En Vækkerrøst" (2003) og "Ruth – Det Ik' Slut" (2010). Ruth Kristiansen blev især kendt, efter at Faderhuset, igennem deres køb af Human A/S, overtog ejerskabet af Ungdomshuset på Jagtvej 69, som 1. marts 2007 blev ryddet og nedrevet.
Ruth Kristiansen er ikke teologisk uddannet. Ved siden af menighedsarbejdet har hun været selvstændig erhvervsdrivende og har bl.a. drevet frisørsalon, rengøringsfirma og været konsulent.
Ruth Kristiansen stiftede den 7. juli 2007 et politisk parti, Frihedspartiet, idet hun som modstander af fri abort var imod Kristendemokraternes holdningsskifte i spørgsmålet. I 2012 skiftede partiet navn til Frihedskæmperne. Efter folketingsvalget 2015 blev partiet nedlagt, da der ikke var nok vælgererklæringer til at stille op.
I 2015 lancerede Ruth Evensen sammen med sin mand, Lars Kristiansen, YouTube-kanalen Ruth TV.

## Faderhuset
Menigheden Faderhuset blev grundlagt i 1999 af blandt andre Ruth Kristiansen, der også var præst og leder i alle årene, indtil menigheden nedlagde sig selv i november 2013. Efter Faderhuset har nedlagt sig selv, arbejder en del af de tidligere medlemmer for Lars Henrik Kristiansen, der er gift med Ruth Kristiansen.

### Tidslinje over Ruth Kristiansen og Faderhuset[8]

#### 1990
Ruth Kristiansen grundlægger menigheden Faderhuset sammen med sin mand Knut Evensen.

#### 1998
Ruth Kristiansen overtager ledelsen af Faderhuset, og omkring 60 medlemmer vælger at forlade menigheden i protest.  

#### 2001
Faderhuset køber igennem Human A/S Ungdomshuset på Jagtvej af Københavns Kommune. Det leder til megen omtale i medierne og en retssag om, hvorvidt Faderhuset kan tage huset i brug og dermed udsætte de hidtidige brugere.

#### 2006
Faderhuset vinder i Landsretten og beordrer herefter Ungdomshusets brugere til at forlade matriklen.

#### 2007
Politiet rydder Ungdomshuset den 1. marts. Få dage senere bliver bygningen revet ned.
Ruth Evensen stifter Frihedspartiet, som senere skifter navn til “Frihedskæmperne“.

#### 2008
I medierne bliver der fremsat anklager om, at Faderhuset udsætter børn for vold. Børns Vilkår laver 14 underretninger om 44 børn. Der bliver aldrig rejst sigtelse.
Faderhuset køber Bandholm Hotel - og senere flere bygninger i området - og flytter menigheden og gudstjenesterne til hotellet.
Faderhuset sælger grunden på Jagtvej.
Ruth Evensens datter, Sophia Evensen, slår hånden af sin mor og udgiver en bog, der hedder "Ondskab – Ruth stjal mit liv" og udtaler i medierne, at Ruth Kristiansen har udsat hendes barn for misbrug i form af kontrol.

#### 2010
Ruth Evensen udgiver den selvbiografiske bog “Ruth Det Ik' Slut“, hvor hun blandt andet fortæller om købet og nedrivningen af Ungdomshuset  og tager til genmæle mod bl.a. Børns Vilkårs og Sophia Evensens anklager.

#### 2013
Ruth Kristiansen stifter sit eget parti ”Det frie Lolland” og stiller op til kommunalvalget. Partiet bliver ikke valgt ind. Faderhuset nedlægger sig selv med udgangen af 2013.

#### 2015
Ruth Kristiansen bliver mere aktiv på YouTube.  

#### 2016
Tidligere medlemmer af Faderhuset fortæller, de blev tvunget til både at indgå ægteskab og fik kontrolleret deres sexliv af Ruth Kristiansen. Hun afviser anklagerne.

#### 2018
Børn Vilkår laver underretninger om 25 børn af tidligere medlemmer af Faderhuset som følge af dokumentaren "Guds Bedste Børn" lavet af Dokumentarkompagniet. Lolland Kommune foretager en socialfaglig vurdering i samarbejde med Ankestyrelsen og VISO, og udtaler efterfølgende i en pressemeddelelse, at hverken kommunen eller Ankestyrelsen finder anledning til at foretage sig yderligere.
Ruth Kristiansen kalder på anklagerne "sindssyge" og udtaler at:
"Stort set hver sætning er faktuel løgn. Dokumentarkompagniet har ligget skjult i haven ved et hus, som et firma i vores koncern har erhvervet i forbindelse med et firma, der er oprettet i Tjekkiet. Der er familier fra Bandholm, som tog derned for at starte firma evt. hotel op dernede. Det var i forbindelse med, at de igen blev udsat for skriverier i medierne herhjemme og dermed søgte andre græsgange."